# Liste der Rektoren der Universität Straßburg
Die Liste der Rektoren der Universität Straßburg verzeichnet die Rektoren der 1872 gegründeten Universität Straßburg.

## Kaiser-Wilhelms-Universität
| Amtsjahr/e                         | Name                                | Fächer                             |
| ---------------------------------- | ----------------------------------- | ---------------------------------- |
| 1871/72                            | Johann Friedrich Bruch              | Evangelische Theologie             |
| 1872/73                            | Anton de Bary                       | Botanik                            |
| 1873/74                            | Felix Hoppe-Seyler                  | Physiologische Chemie              |
| 1874–1876                          | Gustav Schmoller                    | Nationalökonomie                   |
| 1876/77                            | Hermann Baumgarten                  | Geschichte                         |
| 1877/78                            | August Kundt                        | Physik                             |
| 1878/79                            | Heinrich Holtzmann                  | Evangelische Theologie             |
| 1879/80                            | Albert Lücke                        | Chirurgie                          |
| 1880/81                            | Paul Laband                         | Staatsrecht und Rechtsgeschichte   |
| 1881–1883                          | Adolf Michaelis                     | Klassische Archäologie             |
| 1883/84                            | Friedrich Daniel von Recklinghausen | Pathologie                         |
| 1884/85                            | Rudolph Sohm                        | Rechtsgeschichte und Kirchenrecht  |
| 1885/86                            | Emil Heitz                          | Klassische Philologie              |
| 1886/87                            | Theodor Reye                        | Mathematik                         |
| 1887/88                            | Richard Otto Zöpffel                | Kirchengeschichte                  |
| 1888/89                            | Friedrich Goltz                     | Physiologie                        |
| 1889/90                            | Adolf Merkel                        | Rechtsphilosophie                  |
| 1890/91                            | Bernhard ten Brink                  | Anglistik und Romanistik           |
| 1891/92                            | Georg Friedrich Knapp               | Nationalökonomie                   |
| 1892/93                            | Wilhelm Nowack                      | Evangelische Theologie             |
| 1893/94                            | Gustav Schwalbe                     | Anatomie und Anthropologie         |
| 1894/95                            | Wilhelm Windelband                  | Philosophie                        |
| 1895/96                            | Rudolph Fittig                      | Chemie                             |
| 1896/97                            | Otto Lenel                          | Rechtsgeschichte (Römisches Recht) |
| 1897/98                            | Wilhelm Windelband                  | s. o.                              |
| 1898/99                            | Alexander Goette                    | Zoologie                           |
| 1899/1900                          | Theobald Ziegler                    | Philosophie                        |
| 1900/01                            | Heinrich Weber                      | Mathematik                         |
| 1901/02                            | Friedrich Spitta                    | Evangelische Theologie             |
| 1902/03                            | Otto Mayer                          | Verwaltungsrecht und Kirchenrecht  |
| 1903/04                            | Josef Forster                       | Bakteriologie und Hygiene          |
| 1904/05                            | Harry Bresslau                      | Mediävistik                        |
| 1905/06                            | Ferdinand Braun                     | Physik (Nobelpreis)                |
| 1906/07                            | Julius Smend                        | Evangelische Theologie             |
| 1907/08                            | Georg Friedrich Knapp               | Nationalökonomie                   |
| 1908/09                            | Hermann Fehling                     | Gynäkologie                        |
| 1909/10                            | Karl Johannes Neumann               | Alte Geschichte                    |
| 1910/11                            | Johannes Thiele                     | Organische Chemie                  |
| 1911/12                            | Albert Ehrhard                      | Patrologie und Byzantinistik       |
| 1912/13                            | Johannes Ficker                     | Evangelische Theologie             |
| 1913/14                            | August Sartorius von Waltershausen  | Nationalökonomie                   |
| 1914/15                            | Hans Chiari                         | Pathologie                         |
| 1915/16                            | Eduard Schwartz                     | Klassische Philologie              |
| 1916/17                            | Ludwig Jost                         | Pflanzenphysiologie                |
| 1917/18                            | Emil Walter Mayer                   | Evangelische Theologie             |
| 1918 bis Schließung am 2. Dezember | Andreas von Tuhr                    | Römisches Recht und Zivilrecht     |

## Reichsuniversität Straßburg
- 1941–1943 Karl Schmidt
- 1942/43 Hermann Heimpel
- 1943/44 Karl Schmidt

## Université de Strasbourg
- Alain Beretz seit 2009